# ダブ・プレート
ダブ・プレート（Dubplate）
1. 直径12インチ、または10インチ、7インチのダイレクトカッティング方式で録音したアセテート盤（レコード）のこと。
2. レゲエのライブ演奏でサウンド・システムが使う編集済みの音声記録メディア全般。本来のダブ・プレートやCD-R、コンピュータの音声ファイルなど含む。

## 概要
ダブ・プレートはアセテート盤の一種である。この名称は主にレゲエのサウンド・システムにて使用される言葉だが、ドラムンベースやその他のダンスミュージックのDJやサウンド・システムにおいても使用される。単にダブ（dub）、またはスペシャル（special）と呼ばれることもある。
これらダブ・プレートは、通常はサウンド・システムのために作られた、一般にリリースされない録音、入手できないバージョン、あるいは既存の録音のリミックスである（最終的には一般に流通することもある）。一般に発売されるビニール盤よりもはるかに安価で作ることが可能なため、リリースする前の市場調査やプロモーションをする目的等に使用される。しかしアセテート盤は寿命が限られていて、再生回数50回ほどまでしか良好な音質を保つことができない。そのため、通常のレコードと同じようにビニール盤で作られることもある。
レゲエのサウンド・システムは、しばしばサウンド・クラッシュと呼ばれるショーにおいて、互いに音で競い合う。このため、ライバルに勝つために、サウンド・システムは本来市場調査やプロモーション目的で使われていたダブプレートを「武器」として使用するようになった。自らのサウンド・システムでしか掛けることの出来ないより新しく、より珍しいダブ・プレートを録音するのである。このようなダブ・プレートを特に1990年代以降は「スペシャル」と言うようになった。これは各サウンド・システムのためだけに吹き込んだ特注レコードで、例えばヒットした楽曲のリディムに、シンガーやディージェイによる、そのサウンド・システムを賞賛したり相手側のサウンド・システムを貶した歌詞を乗せるなどして録音した物である。日本のサウンド・システム・シーンにおいては「仕込み」とも呼ばれている。
現在のダブ・プレートは、アセテート盤よりも、ビニール盤で少量生産するか、またはCD-Rなどで録音されることの方が多い。また、録音方法もダイレクトカッティングによる一発録音ではなく、編集が行われることが多いが、いずれの場合もダブ・プレートと言う。特に人気のあるサウンド・システムのダブ・プレートは、編集されてリリースされることもある。